# Остапенко Віктор Васильович
Віктор Васильович Остапенко (? — ?) — український радянський діяч, новатор виробництва, бригадир комплексної бригади токарів-розточувальників Новокраматорського машинобудівного заводу Донецької області. Депутат Верховної Ради УРСР 6-го скликання.

## Біографія
На 1963 рік — бригадир комплексної бригади розточувальників механічного цеху Новокраматорського машинобудівного заводу Донецької області.

## Нагороди
- ордени
- медалі